# NGC 7675
NGC 7675 је елиптична галаксија у сазвежђу Пегаз која се налази на NGC листи објеката дубоког неба.
Деклинација објекта је + 8° 46' 9" а ректасцензија 23h 28m 5,8s. Привидна величина (магнитуда) објекта NGC 7675 износи 15,2 а фотографска магнитуда 16,2. NGC 7675 је још познат и под ознакама MCG 1-59-83, HCG 96B, NPM1G +08.0559, PGC 71518.